# (37666) 1994 SV7
1994 SV7 (asteroide 37666) é um asteroide da cintura principal. Possui uma excentricidade de 0.06794090 e uma inclinação de 5.37252º.
Este asteroide foi descoberto no dia 28 de setembro de 1994 por Spacewatch em Kitt Peak.